# 1622
Évszázadok: 16. század – 17. század – 18. század
Évtizedek: 1570-es évek – 1580-as évek – 1590-es évek – 1600-as évek – 1610-es évek – 1620-as évek – 1630-as évek – 1640-es évek – 1650-es évek – 1660-as évek – 1670-es évek
Évek: 1617 – 1618 – 1619 – 1620 –  1621 – 1622 – 1623 – 1624 – 1625 – 1626 – 1627

## Események

### Határozott dátumú események
- január 6. – XV. Gergely pápa újraalapítja a Hitterjesztési Kongregációt.[1]
- március 22. – A póheten törzsszövetség meglepetésszerű támadást indít a virginiai gyarmat települései ellen, 347 telepest lemészárolnak.[2]
- május 22. – I. Musztafát másodszor is szultánná kiáltják ki.
- június 3. – Thurzó Szaniszlót Sopronban nádorrá választják.[3]
- július 4. – Bethlen Gábor kiváltságlevelet bocsát ki az Erdélybe menekült morva testvérek számára.[4]
- július 26. – Sopron városában megkoronázzák Gonzaga Eleonóra királynét, II. Ferdinánd második feleségét.[5]

### Határozatlan dátumú események
- az év folyamán –
  - A horvát–szlavón rendek elérik II. Ferdinándnál, hogy az általuk nem kedvelt Frangepán Miklós bánt leváltsa.[6]

## Az év témái

### 1622 a tudományban
- Cornelius Drebbel németalföldi tudós tengeralattjárót épít.

## Születések
- január 15. – Molière francia drámaíró († 1673)
- május 4. – Juan de Valdés Leal spanyol barokk festő († 1690)
- Béldi Pál erdélyi főnemes († 1679)

## Halálozások
- május 13. – Károlyi Zsuzsanna, Bethlen Gábor erdélyi fejedelem első felesége[7] (* 1585)
- május 20. – II. Oszmán, az Oszmán Birodalom szultánja (* 1604)
- június 25. – Révay Péter főispán (* 1568)
- Šimon Lomnický z Budče cseh költő (* 1552)